# Renate Möbius
Renate Möbius (* 7. Februar 1952 in Berlin; † 7. Februar 2013 in Bremen) war eine bremische Politikerin (SPD) und Abgeordnete in der Bremischen Bürgerschaft.

## Biografie

### Familie, Ausbildung und Beruf
Nach Erlangung des Fachabiturs studierte Renate Möbius an der Fachhochschule Sozialpädagogik und schloss dieses Studium im Jahr 1978 als Diplom-Sozialpädagogin ab. Anschließend war sie bis 1989 Hausfrau. Darauf begann sie mit einer Tätigkeit für das Deutsche Rote Kreuz zunächst auf Honorarbasis, ab 1990 als Angestellte.
Sie hatte zwei Kinder.

### Politik
Möbius war seit dem Jahr 1979 Mitglied der SPD. Sie war Vorstandsmitglied des SPD-Ortsvereins Buntentor seit 1986, und von 1990 bis 1999 Zweite Vorsitzende. 1994 wurde sie Landesdelegierte. Sie war in den Jahren 1996 bis 2006 Vorstandsmitglied des SPD-Unterbezirks Bremen-Stadt und im Landesvorstand der SPD in Bremen.
Möbius war seit 1988 für ihre Partei Mitglied des Beirats beim Ortsamt Neustadt. Sie war Vorsitzende es Bildungsausschusses und forderte die Einrichtung einer Gesamtschule in der Neustadt. Sie war 1989/90 Sprecherin des Beirats beim Ortsamt Neustadt und trat aus Protest gegen Ortsamtsleiter Klaus Rosebrock zurück. 
Erstmals war Möbius kurzzeitig vom 8. Juni 1995 bis 4. Juli 1995 Mitglied der Bremischen Bürgerschaft und erneut vom 28. Juni 1999 bis zum 7. Februar 2013 (†). 

Sie war vertreten im
Ausschuss für Bürgerbeteiligung, bürgerschaftliches Engagement und Beiräte (Stadt),
Haushalts- und Finanzausschuss (Land und Stadt),
Petitionsausschuss (Land und Stadt),
Rechnungsprüfungsausschuss (Land und Stadt)  und im
Betriebsausschuss „Umweltbetrieb Bremen“.

Sie war Sprecherin für Bürgerbeteiligung und Beiratsangelegenheiten der SPD-Fraktion.

### Weitere Mitgliedschaften
- Möbius war Vorsitzende des WIR-Neustadt, Wirtschafts Interessen Ring der Bremer Neustadt. Der Verein setzt sich für die wirtschaftlichen Belange der Neustadt ein.
- Sie war ab 1997 Vorsitzende des Gesundheitstreffpunkts West (GTV)
- Seit 2011 war sie Vorsitzende des Polizei-Sportverein Bremen 1921.[1]